# Saint-Barthélemy, Haute-Saône
Saint-Barthélemy là một xã ở tỉnh Haute-Saône trong vùng Bourgogne-Franche-Comté phía đông nước Pháp.